# Żółty związek zawodowy
Żółty związek zawodowy – fasadowa organizacja pracownicza, która nie dba o interesy pracowników, a w sporach często staje po stronie pracodawcy lub rządu. Jest to organizacja zdominowana lub pozostająca pod nadmiernym wpływem pracodawcy i dlatego nie jest niezależnym związkiem zawodowym. 
Tego rodzaju związki zawodowe są sprzeczne z międzynarodowym prawem pracy (patrz Konwencja nr 98 Międzynarodowej Organizacji Pracy, artykuł 2). Zostały one uznane za nielegalne w Stanach Zjednoczonych na mocy ustawy National Labor Relations Act z 1935, ze względu na ich wykorzystywanie jako narzędzi do zakłócania działalności niezależnych związków zawodowych. Jednak w wielu krajach nadal istnieją związki zawodowe, które w rzeczywistości działają na rzecz przedsiębiorstw.

## Definicja
Według Artura Gontarczyka z TNS Polska żółte związki zawodowe można definiować na dwa sposoby. Według pierwszej wąskiej definicji są to „organizacje pracownicze, które zostały powołane przez szeroko rozumianego pracodawcę lub z jego inspiracji w celu dezorganizacji pracy właściwych związków zawodowych”. Według drugiej, szerokiej definicji: „związek jest zorientowany na obronę interesu pracodawcy i wyobcowany wobec pracowników oraz członków, ale nie jest przez pracodawcę założony. Jest de facto legalną organizacją, ale w swoich działaniach wspiera zarząd i nie dba o interes pracowników”.
Niektóre organizacje pracownicze są oskarżane przez rywalizujące związki zawodowe o zachowywanie się jak „związki zawodowe zakładowe”, jeśli uważa się, że mają zbyt bliskie lub przyjazne relacje z pracodawcą bądź stowarzyszeniami biznesowymi, a nawet jeśli są formalnie uznawane w swoich jurysdykcjach za pełnoprawne związki zawodowe, zazwyczaj są odrzucane jako takie przez regionalne i krajowe centra związkowe. Na ogół „żółte” związki rzadko lub nigdy nie strajkują, wkładają stosunkowo mało energii w rozwiązywanie indywidualnych sporów w miejscu pracy i podważają pozycję innych związków, negocjując warunki znacznie poniżej standardów branżowych.
Żółte związki zawodowe mogą być również kontrolowane przez organy państwowe, do czego dochodzi w Chińskiej Republice Ludowej. Często identyfikowane są one jako „związki rządowe”, ze względu na bliskie relacje z krajowymi organami planistycznymi.

## Etymologia
Nazwa żółty związek zawodowy pochodzi najprawdopodobniej od stosowanych kiedyś przez pracodawców klauzul, które zabraniały pracownikom wstępowania do związków zawodowych. Takie klauzule określano „klauzulą żółtego psa” lub „kontraktem żółtego psa”. Inna hipoteza dotycząca terminu wskazuje, że nazwa pochodzi od organizacji pracowniczych, działających m.in. we Francji na początku XX wieku. Związki te określały siebie jako „żółte” w celu odróżnienia od „czerwonych” związków, odwołujących się do marksizmu.